# Селлмэн, Александр
Александр Дж. Селлмэн (англ. Alexander G. Sellman, 15 января 1856 — 7 октября 1888) — американский шахматист и журналист, мастер, участник ряда крупных американских и международных соревнований.
Работал шахматным редактором в газетах Baltimore News-American (1880 — 1886 гг.) и Baltimore Sunday Herald (1886 — 1887 гг.).
Выпустил книгу с анализом избранных партий венского турнира 1882 года (это была единственная в то время книга о данном турнире).
В отечественной литературе фамилию шахматиста часто передавали на немецкий манер: Зельман.

## Спортивные результаты
| Год  | Город    | Соревнование                        | +  | −  | = | Результат | Место |
| ---- | -------- | ----------------------------------- | -- | -- | - | --------- | ----- |
| 1880 | Нью-Йорк | 5-й Американский шахматный конгресс | 10 | 3  | 5 | 12½ из 18 | 4     |
| 1882 | Балтимор | Матч с В. Стейницем                 | 0  | 2  | 3 | 1½ : 3½   |       |
| 1883 | Лондон   | Международный турнир                | 6  | 19 | 1 | 6½ из 26  | 12    |
| 1883 | Балтимор | Матч с И. Цукертортом               | 1  | 1  | 0 | 1 : 1     |       |
| 1885 | Балтимор | Показательная партия с В. Стейницем | 0  | 1  | 0 | 0 из 1    |       |

## Книги
- "Games of the Vienna (1882) tournament, a selection of the best and most brilliant games, with critical analysis by Alex. G. Sellman, together with a short account of the Tournament".